# Burgstelle Hoh-Wülflingen
Die Burgstelle Hoh-Wülflingen oder Hoch-Wülflingen (früher auch Neuburg genannt) ist eine abgegangene Höhenburg in Winterthur im Kanton Zürich in der Schweiz. Sie ist als Kulturgut von regionaler Bedeutung eingestuft.

## Lage
Die Burgstelle Hoh-Wülflingen befindet sich auf einem steilen, bewaldeten Grat, beim höchsten Punkt des gleichnamigen Hügels auf 595 m ü. M. Sie ist drei Kilometer westlich von der Winterthurer Altstadt und rund 320 Meter südwestlich von der Burgruine Alt-Wülflingen entfernt. Die beiden ehemaligen Burgen werden durch das Totentäli getrennt. Im Südwesten der Burgstelle befindet sich das nach der ursprünglichen Bezeichnung der Burg benannte Dorf Neuburg.

## Geschichte
Über die Geschichte dieser Burg ist wenig bekannt. Die wohl erste urkundliche Erwähnung stammt aus dem Jahr 1254, als sich Rudolf III., Meier von Oberwinterthur, erstmals «Rudolf, der Meier von Neuburg» nannte. Die Meier von Oberwinterthur waren dem Bischof von Konstanz sowie den Grafen von Kyburg unterstellt. Als Rudolf von Habsburg 1264 das Erbe der Kyburger antrat, wurde die Burg ein habsburgisches Lehen. Die nächste urkundliche Erwähnung ist der Aufstieg von «Rudolf IV. Meier von Neuburg» in den Ritterstand im Jahre 1293. Sein Sohn Johannes von Neuburg trat ins Kloster Kappel ein, wo er Subprior war. Mit dessen Tod nach 1340 starb das Geschlecht aus.
Danach ging die Burg in den Besitz des Mörsburger Zweiges der Meier von Oberwinterthur über. 1347 übertrug Johannes Meier von Mörsburg die Burg mitsamt dazugehörigen Ländereien seiner Frau Katharina. Lehnsherr  war Herzog Albrecht von Österreich. 1369 starb der letzte Meier von Mörsburg. Damit enden die Erkenntnisse über die weitere Zukunft der Neuburg sowie über zukünftige Bewohner.
Während im 15. Jahrhundert die Ortsangabe noch als Bezeichnung für die Burg selber gebraucht wurde, ging der Name im 16. Jahrhundert auf den Weiler Neuburg unterhalb der eigentlichen Burg über, sofern diese überhaupt noch existierte. Von Chronisten wurde die Burgstelle von da an auch «Hoch-Wülflingen» genannt – ob die Burg zerfallen war oder zerstört wurde, ist nicht bekannt. 1717 wurde auf dem Burgareal fünf Münzen aus der Römerzeit gefunden, darunter ein Solidus (402/403 bis 405/406 n. Chr.) des Kaisers Honorius, der sich in der Sammlung des Münzkabinetts Winterthur befindet. Die Anhöhe könnte also als Hochwacht der Römer gedient haben. Gesichert ist erst wieder, dass die Burgstelle 1880 dem Schweizer Alpen-Club gehörte, der sie 1906 dem Verkehrsverein Winterthur (heute Winterthur Tourismus) schenkte.

## Beschreibung und heutige Nutzung
Über die Burganlage selbst ist heute nur wenig bekannt. Im Westen und Osten des dreieckigen Burgplatzes sind noch die tiefen Halsgräben sowie Mauerspuren zu erkennen. Ein Teil des ehemaligen Burgplateaus ist eingestürzt (ehemalige Schuppentännlihöhle). Eine archäologische Untersuchung ist – abgesehen von einer Vermessung im April 2000 durch die Kantonsarchäologie Zürich – bislang nicht erfolgt. Heute befindet sich eine Feuerstelle an der Burgstelle.